# 1ª Divisão 1988-1989 (hockey su pista)
La 1ª Divisão 1988-1989 è stata la 49ª edizione del torneo di primo livello del campionato portoghese di hockey su pista; disputato tra l'11 novembre 1988 e il 3 giugno 1989 si è concluso con la vittoria del Porto, al suo sesto titolo.

## Stagione

### Formula
La 1ª Divisão 1988-1989 vide ai nastri di partenza quattordici club; la manifestazione fu organizzata con un girone all'italiana, con gare di andata e ritorno per un totale di 30 giornate: erano assegnati tre punti per l'incontro vinto e due punti a testa per l'incontro pareggiato, mentre ne era attribuito uno solo per la sconfitta. Al termine del campionato la squadra prima classificata venne proclamata campione del Portogallo. Le squadre classificate dal dodicesimo al quattordicesimo posto retrocedettero direttamente in 2ª Divisão, il secondo livello del campionato.

## Classifica finale
|  | Pos. | Squadra           | Pt | G  | V  | N | P  | GF  | GS  | DR   |
|  | ---- | ----------------- | -- | -- | -- | - | -- | --- | --- | ---- |
|  | 1.   | Porto             | 74 | 26 | 24 | 0 | 2  | 173 | 64  | +109 |
|  | 2.   | Barcelos          | 68 | 26 | 20 | 2 | 4  | 187 | 70  | +117 |
|  | 3.   | Benfica           | 68 | 26 | 20 | 2 | 4  | 149 | 67  | +82  |
|  | 4.   | Oliveirense       | 64 | 26 | 18 | 2 | 6  | 143 | 90  | +53  |
|  | 5.   | Sporting CP       | 54 | 26 | 13 | 2 | 11 | 153 | 106 | +47  |
|  | 6.   | Sanjoanense       | 53 | 26 | 13 | 1 | 12 | 127 | 125 | +2   |
|  | 7.   | Paço de Arcos     | 49 | 26 | 9  | 5 | 12 | 92  | 115 | -23  |
|  | 8.   | Turquel           | 49 | 26 | 9  | 5 | 12 | 89  | 103 | -14  |
|  | 9.   | Parede            | 46 | 26 | 9  | 2 | 15 | 120 | 132 | -12  |
|  | 10.  | Sporting Tomar    | 45 | 26 | 8  | 3 | 15 | 96  | 159 | -63  |
|  | 11.  | Famalicense       | 45 | 26 | 8  | 3 | 15 | 74  | 123 | -49  |
|  | 12.  | Juventude Viana   | 44 | 26 | 6  | 6 | 14 | 68  | 120 | -52  |
|  | 13.  | Infante de Sagres | 42 | 26 | 7  | 2 | 17 | 73  | 127 | -54  |
|  | 14.  | Campo de Ourique  | 27 | 26 | 0  | 1 | 25 | 70  | 213 | -143 |

Legenda:
  Vincitore della Coppa del Portogallo 1988-1989.
      Campione del Portogallo e qualificato alla Coppa dei Campioni 1989-1990.
      Eventuali altre squadre qualificate alla Coppa dei Campioni 1989-1990.
      Qualificato in Coppa delle Coppe 1989-1990.
      Qualificato in Coppa CERS 1989-1990.
      Retrocesse in 2ª Divisão 1989-1990.
Note:
Tre punti a vittoria, due a pareggio, uno a sconfitta.